# Лима (регион)
Лима (исп. Lima, кечуа Lima suyu) — регион в центральной части побережья страны (по прежнему административно-территориальному делению — департамент) Перу. Площадь региона составляет 32 127 км². Население по данным на 2017 год — 910 431 человек. Административный центр — города Уачо и Лима. В подчинении региона находится автономная провинция Лима с особым статусом. Фактически провинция является отдельным регионом, а остальная часть находится под управлением Уачо.

## География
Расположен в центральной части косты — побережья страны. Граничит с регионами: Анкаш (на севере), Уануко (на северо-западе), Паско и Хунин (на востоке), Уанкавелика (на юго-востоке) и Ика (на юге), а также с провинцией Лима (на западе). На западе омывается водами Тихого океана. У берега океана расположена узкая пустынная равнина (коста), шириной не более 40 километров. На востоке она сменяется крутыми склонами Анд, которые расчленяются межгорными долинами. Максимальные высоты достигают 5 километров и более.

## Население
Общая численность населения, вместе с автономной провинцией Лима, составляет 9 485 405 человек. Подавляющая часть населения проживает в столичной провинции (8,6 млн; 90,4 %). Население остального региона — 910 431 человек — сконцентрировано на побережье. Плотность населения — 28,3 чел/км², в горных провинциях — от 2 до 10 чел/км². Наблюдается прирост населения (1,17 % в год), в горных провинциях — естественная убыль.
Половая структура : женщины — 51,2 %, мужчины — 48,8 %. В национальном составе преобладают метисы — 70 %, кечуа — 16,9 %, доля кечуа высока в провинциях Кахатамбо и Ойон. В районе Тупе на юго-востоке проживают носители языка хакару — одного из языков аймара. Уровень грамотности — 93,1 %, в горных районах — от 86 до 91 %. Среди верующих преобладают католики (77 %).

## Достопримечательности
- Столица, город Лима
- Маркауаси — высокогорное вулканическое плато со своеобразными гранитными формами рельефа
- Караль — руины древнейшего города Америки (из известных на данный момент)
- Один из самых старых археологических памятников континента — Бандурриа
- Долина, ущелья и каньоны реки Римак
- Города Канта, Матукана, Сан-Матео, Санта-Роса-де-Кивес в горной местности
- Пляжи на берегу Тихого океана
- Археологический памятник Парамонга
- Небольшой город Лунауана, популярный среди любителей гребли на каноэ и парапланеризма
- Дворец Чанкай
- Виноградники провинции Каньете, где помимо вин производят писко
- Национальный парк Ломас-де-Лочай
- Приморская фауна, включая пингвинов Гумбольдта

## Административное деление
В административном отношении регион делится 10 провинций, которые в свою очередь подразделяются на 128 районов (округов). Провинции включают:
| №  | Провинция             | Административный центр                         | Население |
| -- | --------------------- | ---------------------------------------------- | --------- |
| 1  | Барранка (Barranca)   | Барранка (Barranca)                            | 144 381   |
| 2  | Кахатамбо (Cajatambo) | Кахатамбо (Cajatambo)                          | 6 559     |
| 3  | Каньете (Cañete)      | Сан-Висенте-де-Каньете (San Vicente de Cañete) | 240 013   |
| 4  | Канта (Canta)         | Канта (Canta)                                  | 11 548    |
| 5  | Уараль (Huaral)       | Уараль (Huaral)                                | 183 898   |
| 6  | Уарочири (Huarochirí) | Матукана (Matucana)                            | 58 145    |
| 7  | Уаура (Huaura)        | Уачо (Huacho)                                  | 227 685   |
| 8  | Ойон (Oyón)           | Ойон (Oyón)                                    | 17 739    |
| 9  | Яуйос (Yauyos)        | Яуйос (Yauyos)                                 | 20 643    |
| 10 | Лима (Lima)           | Лима (Lima)                                    | 9 484 405 |